# Cantón de Vézins-de-Lévézou
El cantón de Vézins-de-Lévézou era una división administrativa francesa, que estaba situada en el departamento de Aveyron y la región de Mediodía-Pirineos.

## Composición
El cantón estaba formado por cuatro comunas:
- Saint-Laurent-de-Lévézou
- Saint-Léons
- Ségur
- Vézins-de-Lévézou

## Supresión del cantón de Vézins-de-Lévézou
En aplicación del Decreto n.º 2014-205 de 21 de febrero de 2014, el cantón de Vézins-de-Lévézou fue suprimido el 22 de marzo de 2015 y sus 4 comunas pasaron a formar parte del nuevo cantón de Raspes y Lèvezou.